# ناثان كوب
ناثان كوب (بالإنجليزية: Nathan Cobb)‏ هو عالم حيوانات وأحيائي أمريكي، ولد في 30 يونيو 1859 في سبنسر في الولايات المتحدة، وتوفي في 4 يونيو 1932 في بالتيمور في الولايات المتحدة.